# Квиллинг

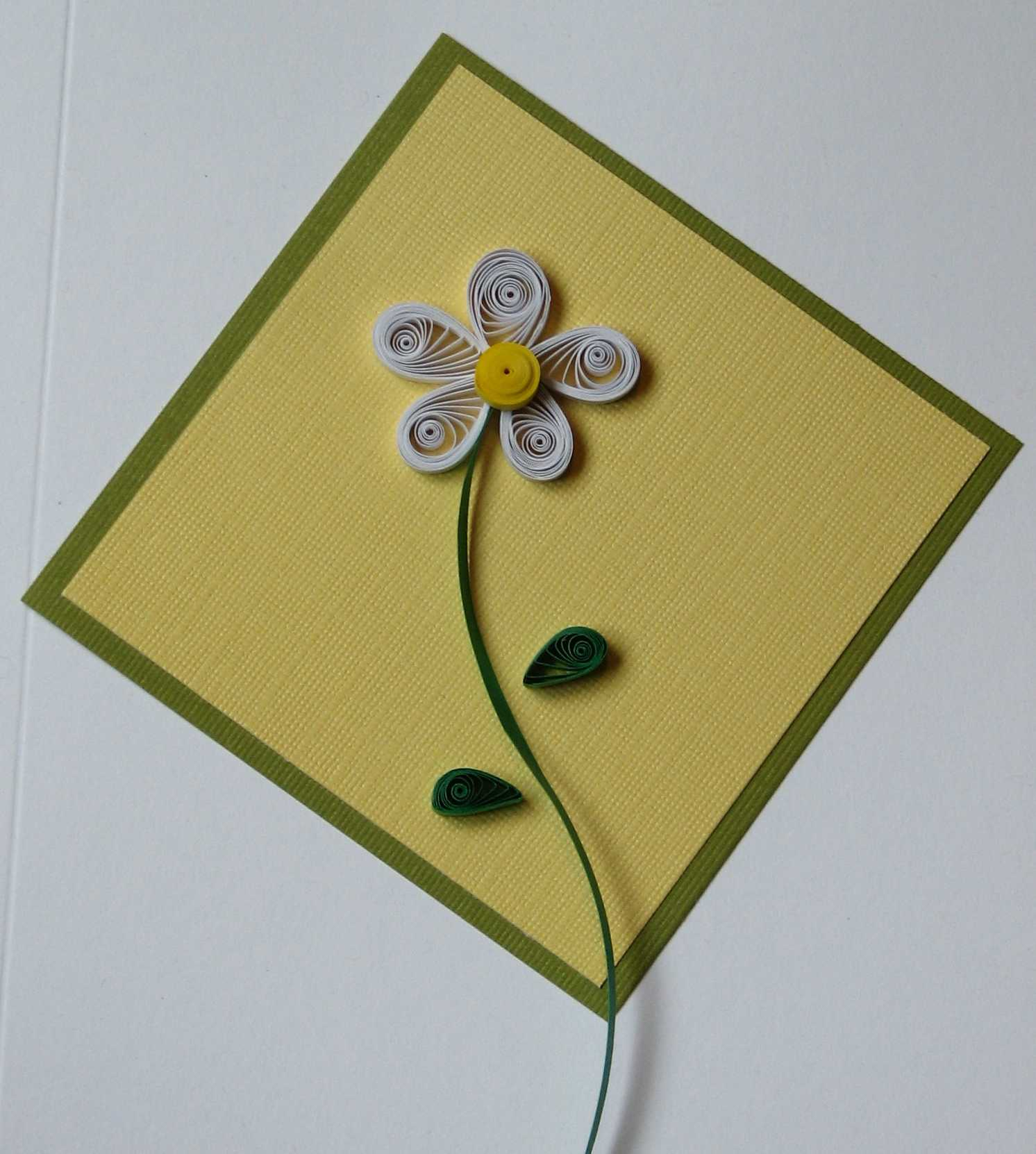
Открытка, изготовленная в технике квиллинг

Квиллинг (англ. quilling; от quill «птичье перо»), также известен как бумагокручение — искусство изготовления плоских или объёмных композиций из скрученных в спиральки длинных и узких полосок бумаги. Готовым спиралькам придаётся различная форма и таким образом получаются элементы бумагокручения, называемые также модулями. Уже они и являются материалом в создании работ — картин, открыток, альбомов, рамок для фотографий, различных фигурок, часов, бижутерии и т. д. Искусство бумагокручения возникло в конце 14— начале 15 веков в средиземноморской Европе. Считается, что квиллинг придумали монахи. Обрезая позолоченные края книг, они накручивали их на кончики птичьих перьев, отсюда и название (quill, в переводе с англ. — «птичье перо»). В России данное искусство стало популярным только в конце 20 века, также квиллинг имеет большую популярность в Германии и Англии. Данная техника не требует значительных материальных затрат для начала её освоения. Однако и простым бумагокручение не назовёшь, так как для достижения достойного результата необходимо проявить терпение, усидчивость,аккуратность и, конечно же навыки скручивания качественных модулей. В 15-16 веке бумагокручение считалось искусством, в 19 веке — дамским развлечением (и чуть ли не единственным рукоделием, достойным благородных дам). Большую часть 20 века оно было забыто. И только в конце прошлого столетия бумагокручение снова стало превращаться в искусство. В Англии принцесса Елизавета всерьёз увлекалась искусством квиллинга, и многие её творения хранятся в музее Виктории и Альберта в Лондоне.

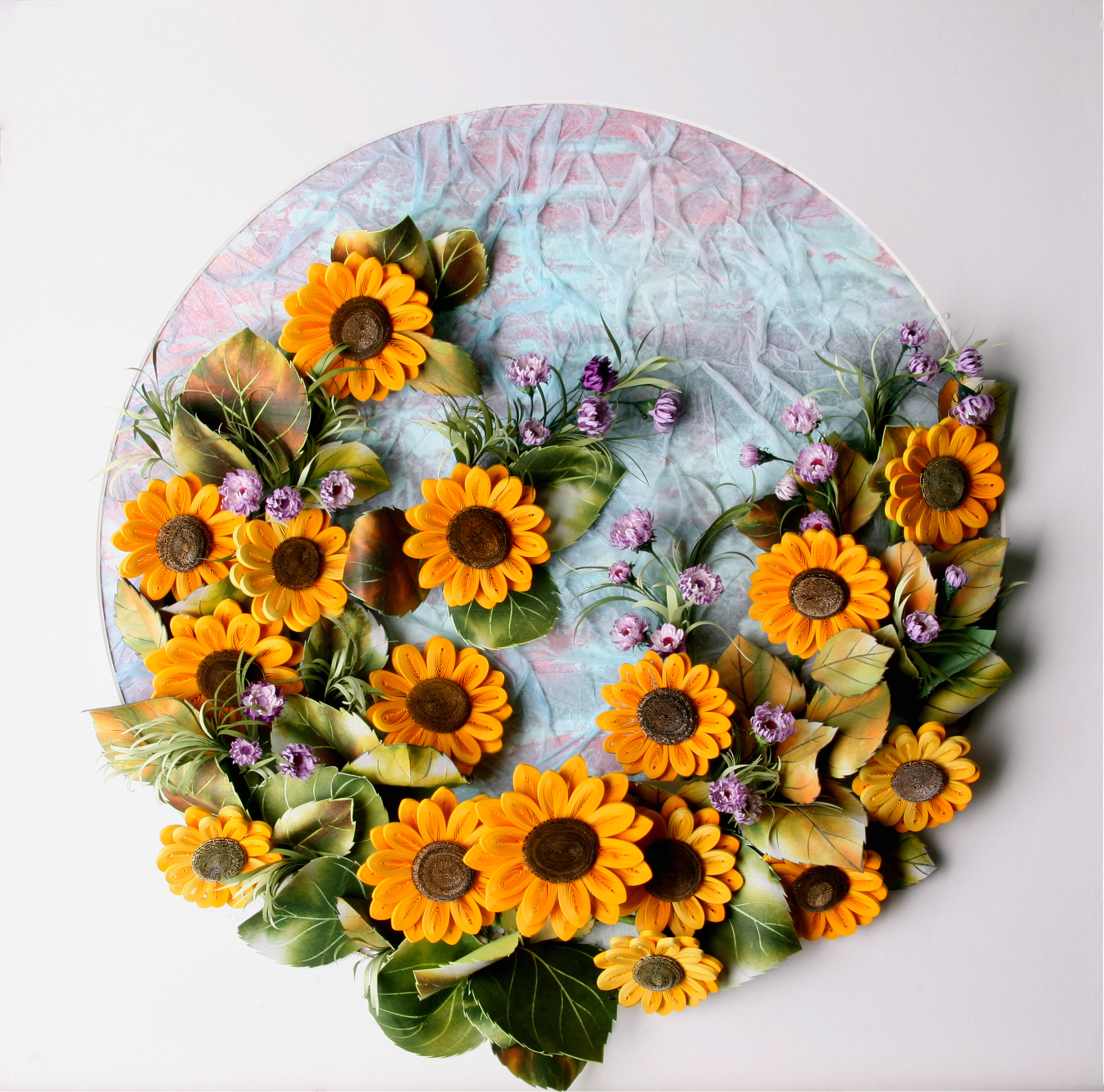
Картина в технике Корейского квиллинга "Подсолнухи".

Корейская школа бумагокручения отличается от европейской. Современные европейские работы, как правило, состоят из небольшого числа деталей, они лаконичны, напоминают мозаики, украшают открытки и рамочки. Восточные же мастера создают сложные произведения, больше похожие на шедевры ювелирного искусства. Тончайшее объёмное «кружево» сплетается из сотен мелких деталей. Как правило, это большие и сложные картины. В Корейской школе квиллинга не принято использовать стержни для накручивания. Все выполняется вручную. Корейские работы в технике квиллинга чаще бывают объёмными.
В Европе для скручивания полосок используют пластмассовый или металлический стержень с прорезью на конце. Некоторые и сами делают подобный инструмент, например, из стержня для шариковой ручки. В этом случае при скручивании получается деталь со слишком крупным и неровным отверстием в центре.
Мастера восточной школы предпочитают выполнять закручивание при помощи тонкого шила, при этом кончик бумаги проскальзывает. Подобие его можно смастерить из толстой иглы и пробки. Так же можно накручивать бумагу на зубочистки.Существуют линейки с отверстиями разного диаметра, позволяющие создавать элементы точно заданного размера. Для этого скрученные спирали кладутся в отверстия линейки.Также используются пинцет (для точного закрепления деталей на основе), ножницы, клей ПВА (или любой другой достаточно густой клей), обычно берётся бутылочка с небольшим отверстием, чтобы было легче контролировать количество клея.
Самый универсальный вариант — сделать инструмент для накручивания полосок из иглы с большим и длинным ушком. Для этого надо просто клещами отрезать самый кончик ушка, чтобы получилось разветвление (подобие вил). Для большего удобства можно вставить получившееся устройство в обратный конец карандаша острием иголки.
Также, сейчас в некоторых магазинах для творчества возможно купить специальное приспособление для накручивания полосок (наподобие самодельной иглы).
Для бумагокручения используется бумага различной плотности (от 116 до 160 г/м²), окрашенная в объёме, чтобы обе стороны и срез выглядели одинаково, хотя иногда срезу специально придают другой цвет. Наборы готовых нарезанных полосок бумаги для бумагокручения (разноцветные и однотонные) можно купить в специализированных магазинах. Если же такой возможности нет, то можно нарезать полоски самостоятельно: ширина полосок для квиллинга обычно составляет 1—15 миллиметров, длина от 15 до 60 сантиметров. Часто в ходе работы полоски для бумагокручения разрезают на части, если требуется короткий отрезок, или склеивают вместе, если того требует размер детали. Иногда мастера соединяют полоски разных цветов для создания разноцветных спиралей.
Специальные полоски для бумагокручения могут быть самых разных цветов и оттенков: белые, чёрные, цветные, блестящие, перламутровые, с постепенно изменяющимся по длине цветом, с двойным тонированием (одна сторона светлее, чем другая).Инструментами для бумагокручения могут быть специальные приспособления с деревянной, пластиковой или металлической ручкой и тонкой «вилочкой» на конце. В такую «вилочку» удобно вставлять полоску бумаги и постепенно её закручивать в ролл, поворачивая ручку. Кроме «вилочек» для бумагокручения используют шило с тонким жалом, в этом случае после скручивания бумажного элемента практически не остаётся центральное отверстие, что ценится при создании миниатюрных работ. К инструментам для бумагокручения относят также: линейки с кругами для создания одинаковых элементов, машинки для нарезки бумажной бахромы, машинки для гофрирования бумаги (состоит из двух шестерёнок, между которыми пропускается полоска бумаги для бумагокручения), машинки для нарезания полосок из листа бумаги.